# Arma di distruzione di massa

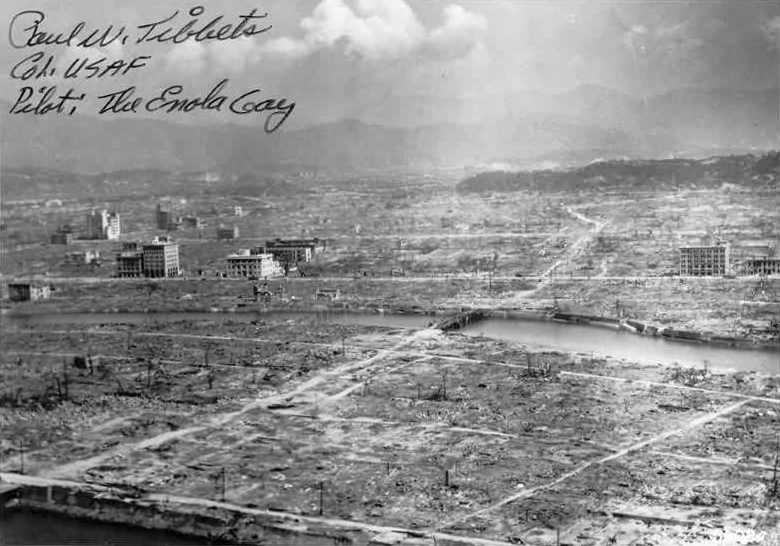
Hiroshima dopo il bombardamento nucleare del 1945

La locuzione arma di distruzione di massa (in inglese Weapon of mass destruction) viene usata per descrivere un'arma capace di uccidere indiscriminatamente una grande quantità di esseri viventi. Questa definizione comprende diversi tipi di armi, tra cui armi nucleari, armi biologiche, armi chimiche (a volte accomunate con la sigla NBC) e armi radiologiche.
In ambito militare viene usato anche il termine ABC (Atomic Biological Chemical), sostituito dal termine NBC (Nuclear Biological Chemical) dopo l'invenzione della bomba all'idrogeno e infine da CBRN (Chemical Biological Radiological Nuclear) in seguito alla crescente consapevolezza della minaccia rappresentata dalle armi radioattive, anche se non esplosive (come le cosiddette bombe sporche).
A causa dell'impatto indiscriminato di questo tipo di armi, il timore di un loro ricorso ha influenzato politiche, movimenti sociali ed è stato il soggetto di molti film. Lo sviluppo e il controllo di armi di distruzione di massa varia da nazione a nazione e a livello internazionale.

## Storia
Il nome venne usato per la prima volta nel 1937 in riferimento al bombardamento di Guernica in Spagna, ma in seguito ai bombardamenti atomici di Hiroshima e Nagasaki e durante la seconda guerra mondiale, il suo significato si riferì maggiormente all'uso di armi non-convenzionali.

### Origine
Un articolo del Times del 28 dicembre 1937 riguardante il bombardamento di Guernica, anche se in quell'epoca il Giappone stava effettuando ricerche nel campo della armi biologiche (vedere Unità 731) e le armi chimiche erano già state largamente usate.
Nel 1945, subito dopo i bombardamenti atomici di Hiroshima e Nagasaki, le Nazioni Unite stabilirono la prima risoluzione, riguardante la creazione della Commissione per Energia Atomica, dove era contenuta la frase:
(Risoluzione ONU)
Un altro utilizzo del termine si trova nel Trattato sullo spazio extra-atmosferico del 1967, anche se non contiene alcuna definizione.

### Utilizzo nel controllo degli armamenti
Prima di allora, il termine "WMD" era usato ampiamente nella comunità del controllo sulle armi. I termini Atomico, Biologico e Chimico (ABC) e il successivo Nucleare, Biologico e Chimico (NBC) vennero introdotti col tempo.
Guerra NBC è l'espressione utilizzata per indicare la guerra nucleare, biologica (o batteriologica) e chimica. Per guerra NBC si intende guerra con l'uso di testate nucleari, biologiche e chimiche come le bombe nucleari, bombe sporche, testate batteriologiche (con botulino, vaiolo, ecc.) e bombe chimiche che rilasciano gas vescicanti, gas acidi, cloro, bromo, ecc.
Come protezione durante un attacco NBC si usano apposite mantelline e maschere antigas con appositi filtri; ma queste protezioni sono efficaci soltanto per evitare la contaminazione durante il fallout nucleare (la prima ricaduta).
La Convenzione per le armi biologiche del 1972 incluse esplicitamente le armi biologiche e chimiche all'interno della definizione di WMD:
(Convenzione sulle Armi Biologiche)
La definizione estesa venne adottata anche dalla risoluzione 687 del 1991 e dalla Convenzione sulle armi chimiche del 1993.

### Guerra fredda e guerra al terrorismo
La parola WMD entrò in disuso durante le prime fasi della guerra fredda, quando era usata principalmente in riferimento alle armi nucleari. A quell'epoca, i quantitativi statunitensi di armi termonucleari erano considerati un deterrente necessario contro un attacco dell'Unione Sovietica (vedere Distruzione mutua assicurata). Quindi i politici statunitensi favorevoli oppure non contrari a questo tipo di armi usarono il termine militare meno dispregiativo armi strategiche.
Nel 1990 e durante la guerra del golfo nel 1991, il termine tornò di uso comune tra i politici e nei media. A quell'epoca, era utilizzato in riferimento alle riserve di armi di una nazione avversaria, e in particolare alle presunte armi chimiche presenti in Iraq durante il regime di Saddam Hussein (tuttavia mai rinvenute). All'alba della cosiddetta guerra al terrorismo, la connotazione dispregiativa del termine venne sfruttata per motivare l'opinione pubblica statunitense a favore della guerra. Quindi Arma di distruzione di massa sostituì Arma strategica. Dopo gli attentati dell'11 settembre 2001, l'immaginario collettivo venne influenzato dagli attacchi a base di antrace facendolo diventare un sinonimo di arma biologica o dispositivo per il bioterrorismo. L'utilizzo del termine crebbe nel 2002 durante la successiva crisi in Iraq e nel caso Nigergate, dove l'ipotetica e mai confermata presenza di armi di distruzione di massa in Iraq divenne la giustificazione principale dell'invasione dell'Iraq del 2003, nonostante pareri contrari, come quello dell'ex-ispettore capo dell'ONU Scott Ritter.
Altri documenti espansero la definizione di arma di distruzione di massa includendo le armi radiologiche: i militari statunitensi fanno riferimento al termine come:
(Department of Defense Dictionary of Military and Associated Terms)

## Uso e controllo
Lo sviluppo e l'utilizzo delle armi di distruzione di massa viene regolato da trattati e convenzioni internazionali, anche se non tutti i paesi li hanno firmati e ratificati:
- Partial Test Ban Treaty (PTBT)
- Trattato sullo spazio extra-atmosferico
- Trattato di non proliferazione nucleare (NPT)
- Seabed Arms Control Treaty
- Comprehensive Test Ban Treaty (CTBT)
- Convenzione per le armi biologiche
- Convenzione sulle armi chimiche

La risoluzione 1540 del Consiglio di sicurezza delle Nazioni Unite il 28 aprile 2004 riconosce la minaccia alla pace internazionale e alla sicurezza dalle armi nucleari, chimiche e biologiche, assieme ai loro mezzi per utilizzarle; inoltre richiama uno sforzo maggiore da parte delle nazioni per limitare la loro proliferazione.
Queste armi, specialmente quelle nucleari, sono state usate solo durante la seconda guerra mondiale, perché il loro utilizzo è essenzialmente un invito a un contrattacco con lo stesso tipo di armi, generando un'escalation che potrebbe facilmente distruggere buona parte della popolazione mondiale. Durante la guerra fredda, questa consapevolezza divenne nota come la teoria della Distruzione mutua assicurata (o Deterrente nucleare) e per questo motivo non furono mai usate.
Le WMD sono state utilizzate per giustificare la dottrina del presidente degli Stati Uniti George W. Bush della cosiddetta guerra preventiva contro gli "stati canaglia", che sono sospettati di possedere o sviluppare un tale tipo di arma. I detrattori di tale strategia fanno notare come gli Stati Uniti sono la nazione che possiede la maggior quantità di tali armi, e sono l'unica nazione che abbia mai usato armi nucleari (Bombardamenti atomici di Hiroshima e Nagasaki), mentre altri sostengono che questa strategia è mirata verso nazioni che hanno intenzioni pericolose e che le attuali potenze nucleari hanno mostrato riluttanza all'utilizzo di armi di distruzione di massa tranne in circostanze estreme. Tali garanzie non sarebbero quindi state fornite da nazioni come la Corea del Nord.

### Leggi internazionali
- (EN) Risoluzione ONU 687 (1991), su fas.org.
- (EN) David P. Fidler, Armi di distruzione di massa e leggi internazionali, febbraio 2003.
- (EN) Risoluzioni del Consiglio di Sicurezza ONU, su un.org.
- (EN) Risoluzione ONU 1540, su globelaw.com. URL consultato il 18 aprile 2007 (archiviato dall'url originale il 16 aprile 2007).
- (EN) Elizabeth Rindskopf Parker e Bryan Pate, A New U.N. Approach to International Security In An Age of Weapons of Mass Destruction (archiviato dall'url originale il 13 marzo 2007).
- (EN) Joanne Mariner, FindLaw Forum: Weapons of mass destruction and international law's principle that civilians cannot be targeted, 2001.